# Quadricalcarifera unicolor
Quadricalcarifera unicolor är en fjärilsart som beskrevs av Sergius G. Kiriakoff 1974. Quadricalcarifera unicolor ingår i släktet Quadricalcarifera och familjen tandspinnare. Inga underarter finns listade.